# Пализа (лунный кратер)
Кратер Пализа (лат. Palisa) — останки крупного ударного кратера в области северо-восточного побережья Моря Облаков на видимой стороне Луны. Название присвоено в честь австрийского астронома Иоганна Пализы (1848—1925) и утверждено Международным астрономическим союзом в 1935 г.

## Описание кратера

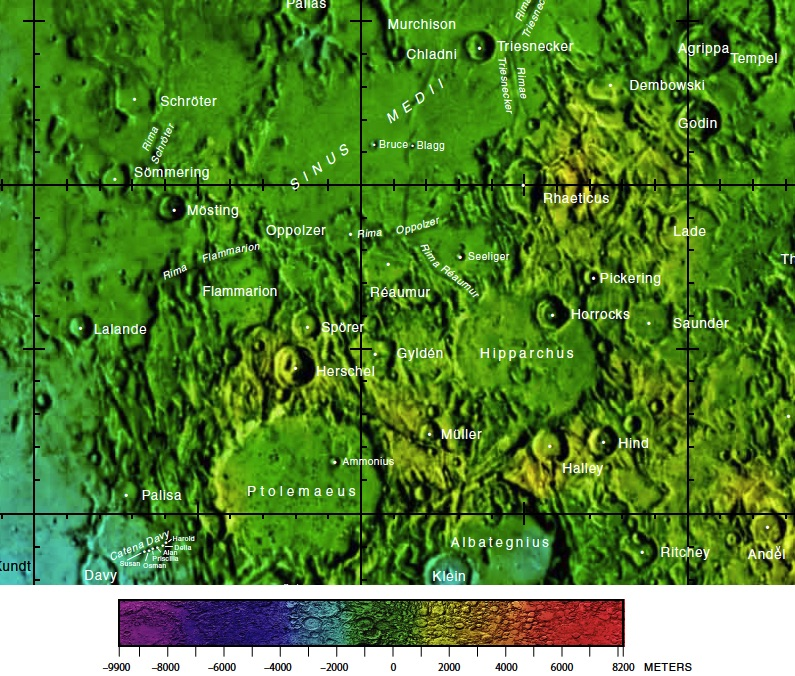
Окрестности кратера Пализа. Фрагмент карты видимой стороны Луны.

Ближайшими соседями кратера являются кратер Лаланд на севере-северо-западе; кратер Птолемей на востоке; кратер Альфонс на юго-востоке и кратер Дэви на юге-юго-западе. На юго-западе от кратера расположено Море Облаков, на юге - цепочка кратеров Дэви. Селенографические координаты центра кратера 9°28′ ю. ш. 7°11′ з. д. / 9,47° ю. ш. 7,19° з. д., диаметр 33,5 км, глубина 540 м.
Кратер Пализа практически полностью разрушен и затоплен темной базальтовой лавой, Вал сглажен, в северной части рассечен многочисленными долинами, в юго-западной части имеет широкий разрыв соединяющий чаши кратера Пализа и сателлитного кратера Дэви Y. Дно чаши ровное, в южной части чаши расположен сателлитный кратер Пализа P.

## Сателлитные кратеры
| Пализа | Координаты                                        | Диаметр, км |
| ------ | ------------------------------------------------- | ----------- |
| A      | 9°04′ ю. ш. 6°44′ з. д. / 9,06° ю. ш. 6,74° з. д. | 4,1         |
| C      | 7°44′ ю. ш. 6°28′ з. д. / 7,73° ю. ш. 6,47° з. д. | 7,9         |
| D      | 8°41′ ю. ш. 6°55′ з. д. / 8,68° ю. ш. 6,91° з. д. | 7,4         |
| E      | 8°28′ ю. ш. 5°45′ з. д. / 8,47° ю. ш. 5,75° з. д. | 19,9        |
| P      | 9°41′ ю. ш. 7°22′ з. д. / 9,68° ю. ш. 7,37° з. д. | 4,1         |
| T      | 8°16′ ю. ш. 8°13′ з. д. / 8,26° ю. ш. 8,22° з. д. | 12,1        |
| W      | 9°05′ ю. ш. 6°20′ з. д. / 9,09° ю. ш. 6,33° з. д. | 4,0         |

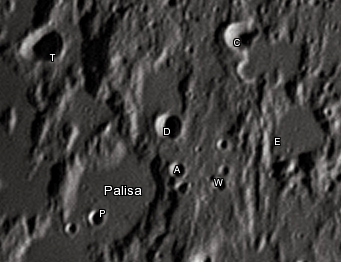
Снимок Девида Кемпбелла.

- Сателлитные кратеры Пализа C, D, T и W включены в список кратеров с темными радиальными полосами на внутреннем склоне Ассоциации лунной и планетарной астрономии (ALPO)[5].

## См.также
- Список кратеров на Луне
- Лунный кратер
- Морфологический каталог кратеров Луны
- Планетная номенклатура
- Селенография
- Минералогия Луны
- Геология Луны
- Поздняя тяжёлая бомбардировка